# Ronquières
Ronquières (en való Ronkière) és un antic municipi de Bèlgica, a la província d'Hainaut de la Regió valona que el 1977 va integrar-se al municipi del Braine-le-Comte. El poble va néixer a la confluència de la Sennette i del Samme fins que aquest darrer al segle xix va ser desviat per a alimentar el canal.

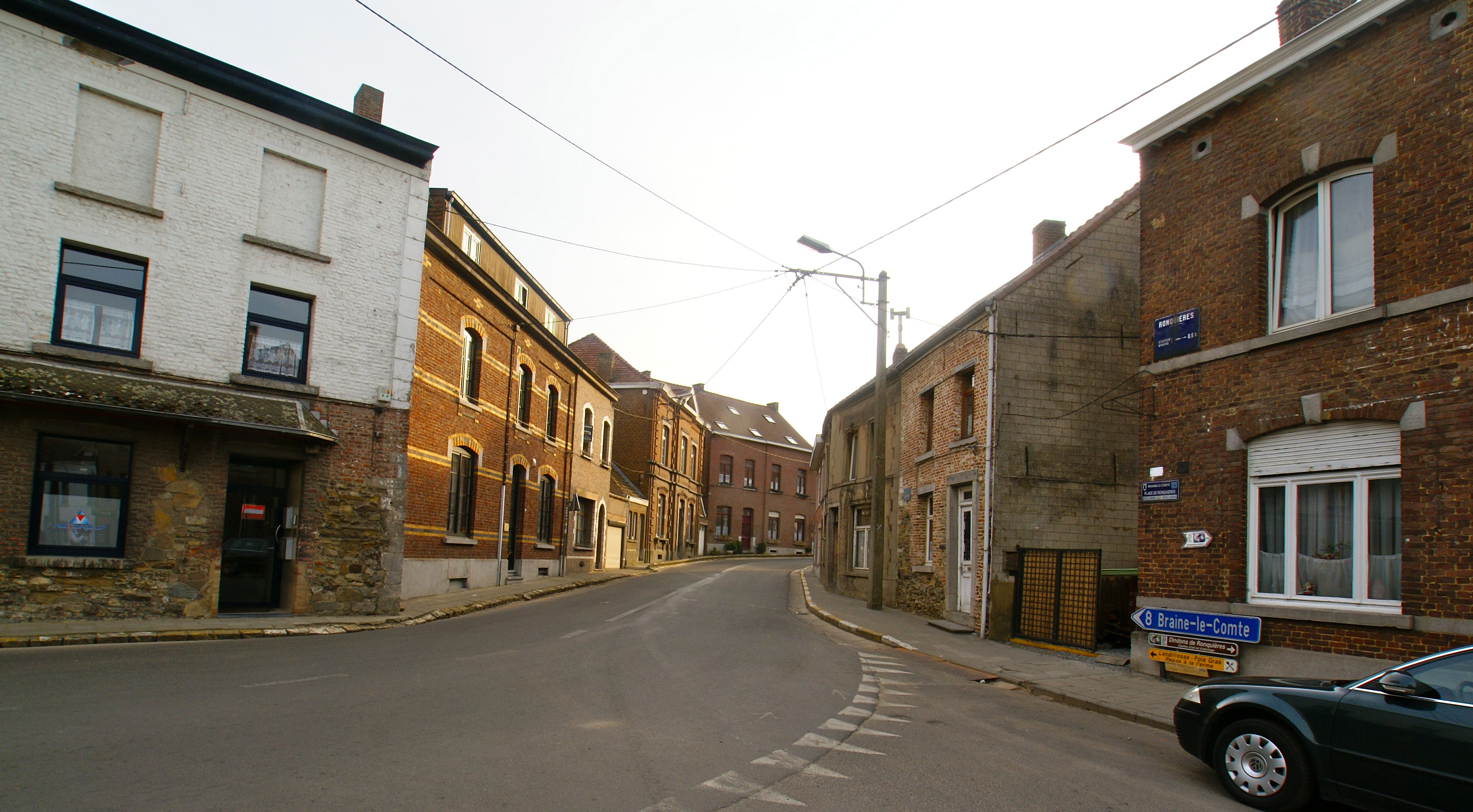
La Carretera d'Henripont

Tot i que el poble té uns monuments i paisatges interessants, és principalment conegut pel seu pla inclinat al canal Brussel·les-Charleroi que supera un desnivell de 68 metres amb una capacitat vaixells de 1350 tones.

## Llocs d'interès
- L'antic molí a aigua al Sennette
- L'església de Sant Gàugeric
- El pla inclinat
- El passeig al camí de sirga de l'antic canal

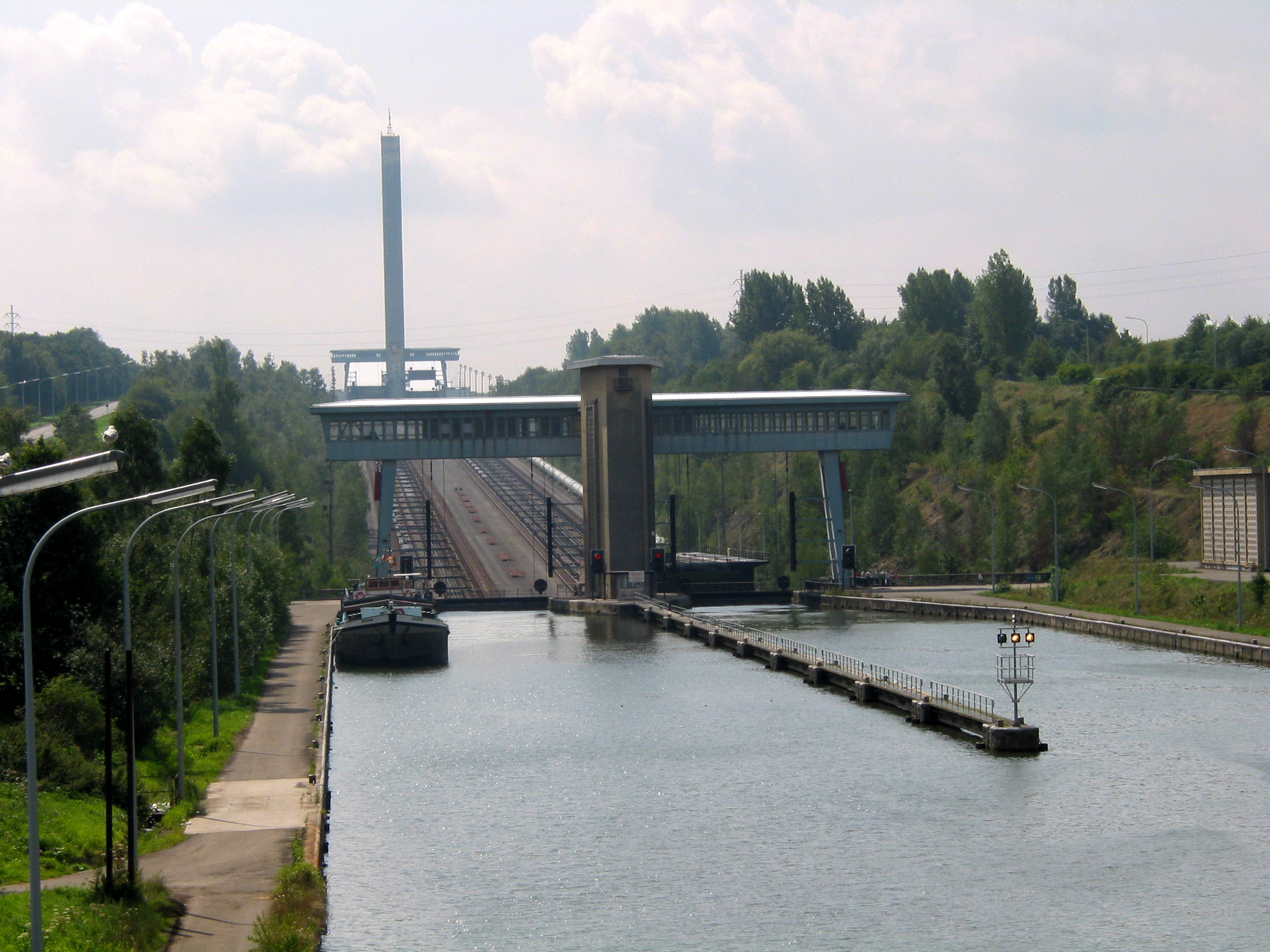
El pla inclinat
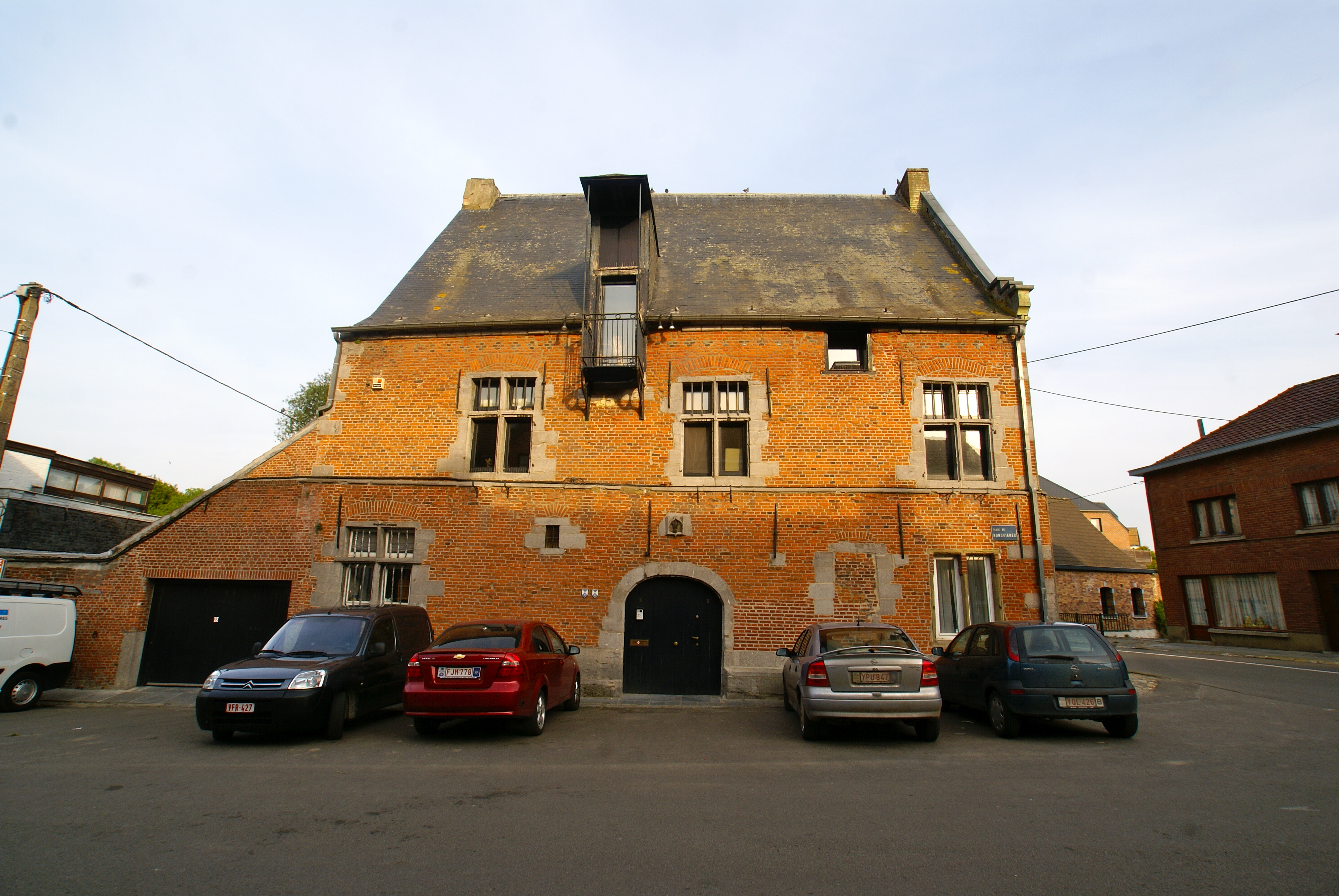
El molí (front)
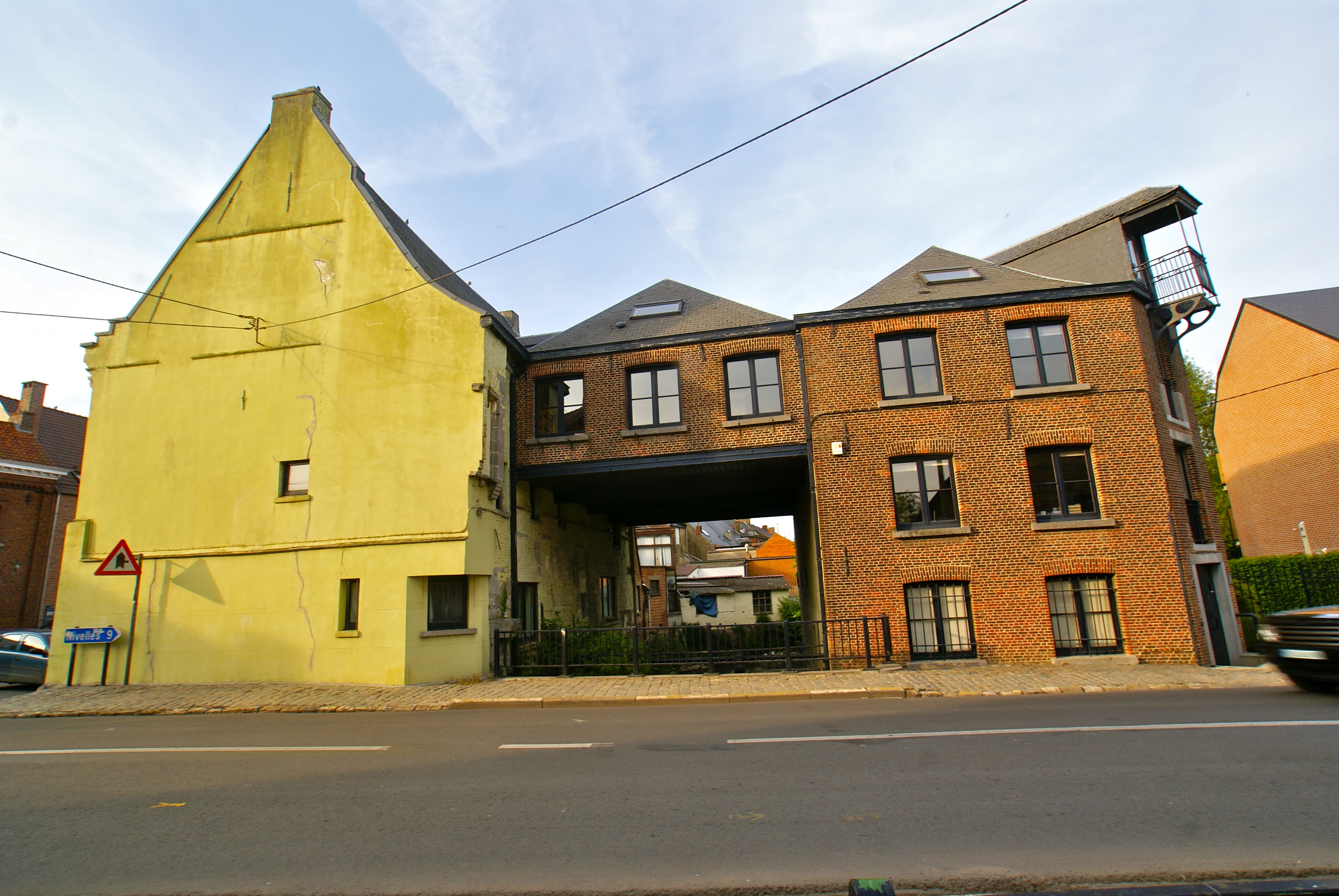
El molí vista lateral, damunt el riu
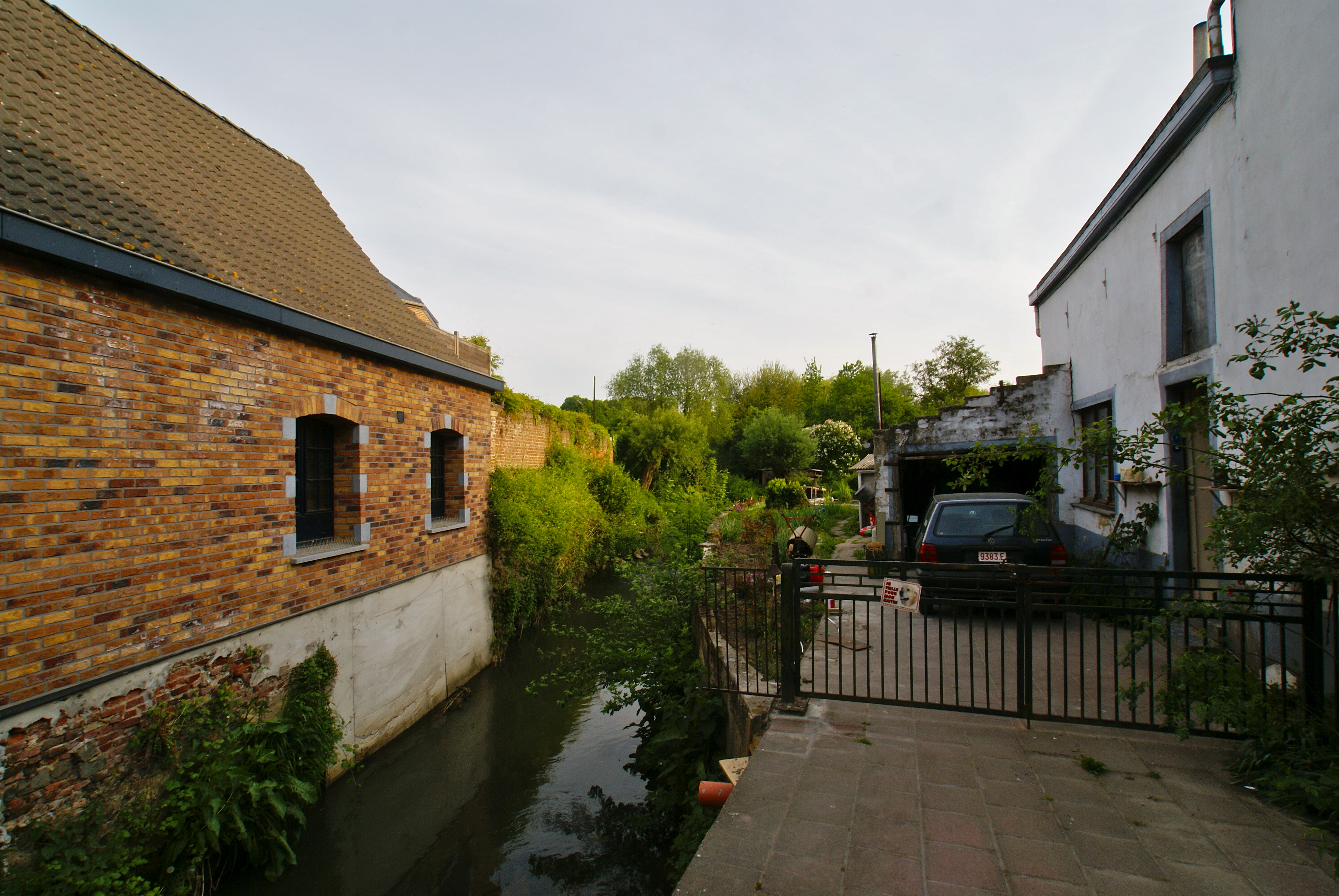
El Sennette